# La Pérouille
 La Pérouille  es una población y comuna francesa, en la región de  Centro, departamento de Indre, en el distrito de Châteauroux y cantón de Ardentes.

## Demografía
| 411 | 362 | 334 | 354 | 336 | 334 |
| Para los censos de 1962 a 1999 la población legal corresponde a la población sin duplicidades (Fuente: INSEE [Consultar]) |     |     |     |     |     |